# Lista uzdrowisk

## Albania
Patos

## Andora
- Les Escaldes

## Argentyna
- Termas de Río Hondo

## Armenia
- Arzni
- Cachkadzor

## Austria
- Aflenz
- Altaussee
- Althofen
- Arriach
- Aspach
- Auerbach
- Bad Aussee
- Bad Bleiberg
- Bad Blumau
- Bad Deutsch-Altenburg
- Bad Dürrnberg
- Baden
- Bad Erlach
- Bad Fischau-Brunn
- Bad Gams
- Bad Gastein
- Bad Gleichenberg
- Bad Goisern am Hallstättersee
- Bad Großpertholz
- Bad Häring
- Bad Hall
- Bad Hofgastein
- Bad Hall
- Bad Ischl
- Bad Kleinkirchheim
- Bad Kreuzen
- Bad Leonfelden
- Bad Loipersdorf
- Bad Mitterndorf
- Bad Pirawarth
- Bad Radkersburg
- Bad Sauerbrunn
- Bad Schallerbach
- Bad Schönau
- Bad Schwanberg
- Bad St. Leonhard im Lavanttal
- Bad Tatzmannsdorf
- Bad Traunstein
- Bad Vellach
- Bad Vigaun
- Bad Vöslau
- Bad Waltersdorf
- Bad Weinberg-Prambachkirchen
- Bad Wimsbach-Neydharting
- Bad Zell
- Bärnkopf
- Brixlegg
- Burgwies
- Dellach im Drautal
- Deutsch Altenburg
- Eisenkappel-Vellach
- Fischbach
- Fresach
- Gallspach
- Galtür
- Gars am Kamp
- Gaschurn-Partenen
- Geinberg
- Gmös-Laakirchen
- Gösing an der Mariazellerbahn
- Gröbming
- Gutenstein
- Kleinzell
- Kötschach-Mauthen
- Krumbach
- Laßnitzhöhe
- Lingenau
- Mallnitz
- Mariapfarr
- Millstatt am See
- Mönchhof
- Moorbad Harbach
- Nondorf
- Oberkollnau
- Oberzeiring
- Partenen
- Pörtschach am Wörther See
- Puch bei Hallein
- Puchberg am Schneeberg
- Purgstall an der Erlauf
- Ramsau am Dachstein
- Reichenau an der Rax
- Reisach im Gailtal
- St. Daniel im Gailtal
- St. Lorenzen im Lesachtal
- Sankt Radegund bei Graz
- Sankt Veit im Pongau
- St. Wolfgang im Salzkammergut
- Schärding
- Seeboden am Millstätter See
- Seefeld in Tirol
- Semmering
- Stegersbach
- Strobl am Wolfgangsee
- Velden am Wörther See
- Warmbad Villach
- Weissbriach

## Belgia
- Chaudfontaine
- Ostenda
- Spa

## Białoruś
Na terenie Białorusi nie ma uzdrowisk w pełnym tego słowa znaczeniu. Wymienione poniżej to sanatoria lub kompleksy sanatoriów usytuowane bardzo często na sprzyjających wypoczynkowi terenach leśnych.
- Dziatłowo
- Krasnosielski
- Pawlinowo
- Sosnowy Bór
- Teolin
- Wołpa

## Bośnia i Hercegowina
- Banja Vrućica
- Fojnica
- Ilidža
- Kiseljak
- Laktaši
- Neum
- Olovo
- Slatina
- Srebrenica
- Trapisti (Banja Luka)
- Tuzla

## Bułgaria
- Banite
- Banja
- Banja
- Bansko
- Beden
- Błagojewgrad
- Borowec
- Bracigowo
- Burgas
- Dewin
- Dobriniszte
- Święty Konstantyn i Helena
- Georgi Dimitrow
- Goce Dełczew
- Chisarja
- Kamczija
- Kjustendił
- Kostenec
- Mineralni Bani
- Momin Prochod
- Nareczen
- Panczarewo
- Paweł Banja
- Sandanski
- Saparewa Banja
- Szipkowo
- Strełcza
- Tryn
- Wyrszec
- Złote Piaski

## Chorwacja
- Daruvar
- Istarske Toplice
- Jamnica
- Krapinske Toplice
- Lipik
- Opatija
- Sisak
- Stubičke Toplice
- Topusko
- Tuheljske Toplice
- Varaždinske Toplice
- Toplice Vučkovec (Toplice Sveti Martin)

## Czarnogóra
- Igalo

## Czechy
- Bechyně
- Běloves (Náchod)
- Bílina
- Bludov
- Dubí
- Františkovy Lázně
- Hodonín
- Jáchymov
- Janské Lázně
- Karlova Studánka
- Karlowe Wary
- Klimkovice
- Konstantinovy Lázně
- Kostelec u Zlína (Zlin)
- Kyselka
- Lázně Bělohrad
- Lázně Bohdaneč
- Lázně Darkov (Karwina)
- Lázně Jeseník (Jeseník)
- Lázně Kundratice (Osečna)
- Lázně Kynžvart
- Lázně Libverda
- Lázně Toušeň
- Lipová-lázně
- Luhačovice
- Mariańskie Łaźnie
- Mšené-lázně
- Ostrožska Nová Ves
- Poděbrady
- Pozlovice
- Sadská
- Skalka
- Slatinice
- Teplice
- Teplice nad Bečvou
- Třeboň
- Velichovky
- Velké Losiny
- Vráž
- Železnice

## Dania
- Ebeltoft
- Esbjerg
- Hirtshals
- Lakolk
- Ringkøbing
- Rodvig
- Saeby

## Estonia
- Parnawa

## Etiopia
- Sodere

## Finlandia
- Lappeenrata

## Francja
- Aix-en-Provence
- Aix-les-Bains
- Ajaccio
- Arbois
- Arles-sur-Tech
- Ax-les-Thermes
- Bagnères-de-Bigorre
- Bagnères-de-Luchon
- Bagnols-les-Bains
- Bains-les-Bains
- Barèges
- Bourbon-l’Archambault
- Bourbonne-les-Bains
- Bourboule
- Briançon
- Cambo-les-Bains
- Cauterets
- Chamalières
- Chambéry
- Chaudes-Aigues
- Cusset
- Eaux-Bonnes/Gourette
- Gan
- Grasse
- Luxeuil-les-Bains
- Mers-les-Bains
- Monêtier-les-Bains
- Mont-Dore
- Montrond-les-Bains
- Moulins-Engilbert
- Olmeto (bains de Baraci)
- Pierrefonds
- Plombières-les-Bains
- Prats-de-Mollo-la-Preste
- Reichshoffen
- Royat
- Salies-du-Salat
- Saint-Amand-les-Eaux
- Saint-Galmier
- Saint-Nectaire
- Thonon-les-Bains
- Tour-d’Auvergne
- Vernet-les-Bains
- Vichy
- Vittel

## Grecja
- Edipsos
- Eftalou
- Eleftheres
- Ikaria
- Kafias
- Kamena Wurla
- Karini
- Kyllini
- Kythnos
- Lagadas
- Lutraki
- Methana
- Nigrita
- Platistomo
- Polychnitou
- Skala Thermi
- Smokovo
- Termi
- Termopile
- Vouliagmeni
- Ypati

## Gruzja
- Bordżomi
- Gagra
- Ckaltubo

## Hiszpania
- Balneario de Panticosa
- Bosost
- Lanjarón
- Ontaneda
- Orense
- Ribas de Freser

## Indie
- Utakamand

## Irlandia
- Lisdoonvarna

## Islandia
- Bláa Lónið

## Izrael
- Tyberiada

## Japonia
Lista zawiera przede wszystkim miejscowości, w których znajdują się gorące źródła – onseny.

- Akagi
- Akayu
- Arima
- Asamushi
- Aso
- Atami
- Awara
- Beppu
- Chigasaki
- Dōgo
- Futamata
- Gashogake
- Gero
- Geto
- Goura
- Hakone
- Hakoneyumoto
- Hanamaki
- Hira-yu
- Ibusuki
- Iizaka
- Ikaho
- Itō
- Jigokudani
- Jōzankei
- Kaike
- Kakeyu
- Kindaichi
- Kinosaki
- Kinugawa
- Kirishima
- Kumamoto
- Kusatsu
- Matsuyama
- Minakami
- Misasa
- Mokkawa
- Nachikatsuura
- Naruko
- Noboribetsu
- Nuruyu
- Nyuto
- Onneyu
- Onsen
- Oofuka
- Sakunami
- Sawatari
- Senami
- Shima
- Shimabara
- Shimobe
- Shiobara
- Shirahama
- Shirahone
- Shuuzenji
- Sounkyo
- Sukaju
- Suwa
- Takaragawa
- Takarazuka
- Tamatsukami
- Tara
- Toya
- Tsubame
- Tsurumaki
- Unazuki
- Unzen
- Ureshimo
- Wakura
- Yubara
- Yudanaka
- Yufuin
- Yugawara
- Yunokawa
- Yuzawa
- Zaō

## Kanada
- Harrison Hot Springs

## Litwa
- Birsztany
- Druskieniki
- Likenai
- Nida
- Połąga
- Šventoji

## Luksemburg
- Mondorf-les-Bains

## Macedonia Północna
- Banja Bansko
- Debarska Banja
- Debresane
- Istibanja
- Katlanovska Banja
- Kežovica
- Kočanska Banja
- Kosovraška Banja
- Kumanovska Banja
- Negorska Banja
- Nove Selo
- Štip
- Strumica

## Niemcy
- Akwizgran
- Ahlbeck
- Ahrenshoop
- Altenau-Schulenberg im Oberharz
- Aulendorf
- Baabe
- Bad Abbach
- Bad Aibling
- Bad Alexandersbad
- Bad Arolsen
- Bad Bayersoien
- Bad Bederkesa
- Bad Bellingen
- Bad Belzig
- Bad Bentheim
- Bad Bergzabern
- Bad Berka
- Bad Berleburg
- Bad Berneck im Fichtelgebirge
- Bad Bertrich
- Bad Bevensen
- Bad Bibra
- Bad Birnbach
- Bad Bocklet
- Bad Bodendorf
- Bad Bodenteich
- Bad Boll
- Bad Brambach
- Bad Bramstedt
- Bad Breisig
- Bad Brückenau
- Bad Buchau
- Bad Camberg
- Bad Cannstatt
- Bad Colberg-Heldburg
- Bad Ditzenbach
- Bad Doberan
- Bad Driburg
- Bad Düben
- Bad Dürkheim
- Bad Dürrheim
- Bad Eilsen
- Bad Elster
- Bad Ems
- Bad Emstal
- Bad Endbach
- Bad Endorf
- Bad Essen
- Bad Fallingbostel
- Bad Faulenbach
- Bad Feilnbach
- Bad Frankenhausen/Kyffhäuser
- Bad Fredeburg
- Bad Freienwalde (Oder)
- Bad Füssing
- Bad Gandersheim
- Bad Godesberg
- Bad Gögging
- Bad Gottleuba-Berggießhübel
- Bad Griepshop
- Bad Griesbach im Rottal
- Bad Grönenbach
- Bad Grund (Harz)
- Bad Harzburg
- Bad Heilbrunn
- Bad Hermannsborn
- Bad Herrenalb
- Bad Hersfeld
- Bad Hindelang
- Bad Holzhausen
- Bad Homburg v. d. Höhe
- Bad Honnef
- Bad Hönningen
- Bad Iburg
- Bad Imnau
- Bad Karlshafen
- Bad Kissingen
- Bad Klosterlausnitz
- Bad König
- Bad Königshofen im Grabfeld
- Bad Kösen
- Bad Kohlgrub
- Bad Kreuznach
- Bad Krozingen
- Bad Laasphe
- Bad Laer
- Bad Langensalza
- Bad Lausick
- Bad Lauterberg
- Bad Liebenstein
- Bad Liebenwerda
- Bad Liebenzell
- Bad Lippspringe
- Bad Lobenstein
- Bad Malente-Gremsmühlen
- Bad Marienberg (Westerwald)
- Bad Meinberg
- Bad Mergentheim
- Bad Münder am Deister
- Bad Münster am Stein-Ebernburg
- Bad Münstereifel
- Bad Nauheim
- Bad Nenndorf
- Bad Neuenahr-Ahrweiler
- Bad Neustadt an der Saale
- Bad Niedernau
- Bad Oeynhausen
- Bad Orb
- Bad Peterstal-Griesbach
- Bad Pyrmont
- Bad Rappenau
- Bad Reichenhall
- Bad Rippoldsau-Schapbach
- Bad Rodach
- Bad Rotenfels
- Bad Rothenfelde
- Bad Saarow
- Bad Sachsa
- Bad Säckingen
- Bad Salzdetfurth
- Bad Salzelmen
- Bad Salzhausen
- Bad Salzig
- Bad Salzschlirf
- Bad Salzuflen
- Bad Salzungen
- Bad Sassendorf
- Bad Saulgau
- Bad Schandau
- Bad Schlema
- Bad Schmiedeberg
- Bad Schönborn
- Bad Schussenried
- Bad Schwalbach
- Bad Schwartau
- Bad Sebastiansweiler
- Bad Segeberg
- Bad Sobernheim
- Bad Soden am Taunus
- Bad Soden-Salmünster
- Bad Sooden-Allendorf
- Bad Staffelstein
- Bad Steben
- Bad Suderode
- Bad Sulza
- Bad Sülze
- Bad Tabarz
- Bad Teinach
- Bad Tennstedt
- Bad Tölz
- Bad Überkingen
- Bad Urach
- Bad Vilbel
- Bad Waldliesborn
- Bad Waldsee
- Bad Westernkotten
- Bad Wiessee
- Bad Wildbad
- Bad Wildstein
- Bad Wildungen
- Bad Wilhelmshöhe
- Bad Wilsnack
- Bad Wimpfen
- Bad Windsheim
- Bad Wörishofen
- Bad Wünnenberg
- Bad Wurzach
- Bad Zwesten
- Bad Zwischenahn
- Baden-Baden
- Badenweiler
- Baltrum
- Bansin
- Bayrischzell
- Berchtesgaden
- Berg
- Beuren
- Biedenkopf
- Binz
- Bischofsgrün
- Bischofswiesen
- Blenhorst
- Blieskastel
- Bodenmais
- Boltenhagen
- Borkum
- Braunlage
- Breege
- Brilon
- Buckow (Märkische Schweiz)
- Büsum
- Burg auf Fehmarn
- Burhave
- Carolinensiel-Harlesiel
- Clausthal-Zellerfeld
- Cuxhaven
- Dahme
- Damp
- Dangast
- Daun
- Dierhagen
- Dobel
- Dornumersiel
- Dorum
- Eckenhagen
- Eckernförde
- Esens-Bensersiel
- Eutin
- Finsterbergen
- Fischen im Allgäu
- Freudenstadt
- Friedrichroda
- Fryburg Bryzgowijski
- Friedrichskoog
- Garding
- Garmisch-Partenkirchen
- Gelting
- Gemünd (Schleiden)
- Gersfeld (Rhön)
- Gladenbach
- Glücksburg (Ostsee)
- Gohrisch
- Göhren
- Graal-Müritz
- Grafschaft (Sauerland)
- Grasellenbach
- Grömitz
- Großenbrode
- Hahnenklee
- Hausberge
- Heikendorf
- Heilbad Heiligenstadt
- Heiligendamm
- Heiligenhafen
- Helgoland
- Herbstein
- Heringsdorf
- Hiddesen
- Hinterzarten
- Hitzacker (Elbe)
- Höchenschwand
- Hörnum (Sylt)
- Hohegeiß
- Hoheneck
- Hohwacht (Ostsee)
- Holm
- Hopfen am See
- Hopfenberg
- Horn-Bad Meinberg
- Horumersiel-Schillig
- Insel Hiddensee
- Isny im Allgäu
- Jordanbad
- Juist
- Kampen (Sylt)
- Kellberg
- Kellenhusen (Ostsee)
- Königsfeld im Schwarzwald
- Königstein im Taunus
- Kötzting
- Koserow
- Kreuth
- Krumbad
- Kühlungsborn
- Kyllburg
- Laboe
- Langeoog
- Lauterbach
- Lenzkirch
- Lindenfels
- List auf Sylt
- Lobenstein
- Loddin
- Lubmin
- Lübeck-Travemünde
- Lüneburg
- Manderscheid
- Marktschellenberg
- Masserberg
- Melle
- Mettnau
- Mölln
- Murnau am Staffelsee
- Mużaków
- Naumburg
- Nebel
- Nesselwang
- Neubulach
- Neuharlingersiel
- Neuhaus im Solling
- Neukirchen
- Neustadt in Holstein
- Nieblum
- Nieheim
- Niendorf/Ostsee
- Nienhagen
- Nonnweiler
- Norddorf
- Norddeich
- Norderney
- Nordstrand
- Nümbrecht
- Oberstaufen
- Oberstdorf
- Obertal-Buhlbach
- Olsberg
- Orscholz
- Otterndorf
- Ottobeuren
- Oy-Mittelberg
- Pellworm
- Prerow
- Prien am Chiemsee
- Ramsau bei Berchtesgaden
- Randringhausen
- Rantum
- Rathen
- Reinhardshausen
- Rengsdorf
- Rerik
- Ronshausen
- Rottach-Egern
- Ruhla
- Saig
- Salzgitter-Bad
- Sasbachwalden
- Scharbeutz
- Scheidegg
- Schieder und Glashütte
- Schlangenbad
- Schluchsee
- Schmallenberg
- Schömberg
- Schönau am Königssee
- Schönberg (Holstein)
- Schönmünzach-Schwarzenberg
- Schönwald im Schwarzwald
- Schwabstedt
- Schwangau
- Seebruch
- Sellin
- Senkelteich
- Sibyllenbad
- Siegsdorf
- Sierksdorf
- Soltau
- Spiekeroog
- Sankt Andreasberg
- St. Blasien
- St. Märgen
- Sankt Peter-Ording
- Schwefelbad
- Strande
- Stützerbach
- Sülzhayn
- Sylt
- Tecklenburg
- Tegernsee
- Templin
- Thermalbad Wiesenbad
- Thiessow
- Timmendorfer Strand
- Titisee-Neustadt
- Todtmoos
- Tossens
- Trassenheide
- Treuchtlingen
- Triberg im Schwarzwald
- Überlingen
- Ückeritz
- Usseln
- Utersum
- Vallendar
- Villingen
- Waldbronn
- Wangerooge
- Warmbad
- Warnemünde
- Weiskirchen
- Weissenhäuser Strand
- Wenningstedt-Braderup (Sylt)
- Westerland
- Wieda
- Wiesbaden
- Wildemann
- Willingen
- Winterberg
- Wittdün
- Wolfegg
- Wremen
- Wustrow
- Wyk auf Föhr
- Zempin
- Ziegenhagen
- Zingst
- Zinnowitz
- Zwiesel

## Norwegia
- Bergen

## Nowa Zelandia
- Hanmer Springs
- Rotorua

## Polska
Patrz: Lista uzdrowisk w Polsce

## Portugalia
- Caldas de Rainha
- Caldas de Monchique

## Rosja
- Jessentuki
- Kisłowodzk
- Mineralne Wody
- Piatigorsk
- Soczi
- Soligalicz
- Stara Russa
- Swietłogorsk
- Tałaja
- Zielenogradsk

## Rumunia
- Băile 1 Mai
- Băile Felix
- Băile Herculane
- Băile Govora
- Băile Tușnad
- Bixad
- Borsec
- Caciulata
- Călimănești
- Chiscani
- Comănești
- Covasna
- Geoagiu
- Govora
- Kluż-Napoka
- Lipova
- Mamaia Sat
- Mangalia
- Mediaș
- Merei
- Moneasa
- Ocna Mureș
- Ocna Sugatag
- Oradea
- Prajd
- Siculeni
- Slănic
- Slon
- Sovata
- Tirgu Frumos
- Tirgu Ocna
- Toplița
- Vatra Dornei

## Serbia
- Bečej
- Brestovačka Banja
- Mataruška Banja
- Melenci
- Mladenovac
- Niška Banja
- Obrenovac
- Palić
- Ribarska Banja
- Smed Palanka
- Sokobanja
- Stari Slankarnen
- Vranjska Banja
- Vrnjačka Banja
- Zvonce

## Słowacja
Na tej liście, oprócz uzdrowisk, znajdują się miejscowości z kąpieliskami termalnymi o właściwościach leczniczych, a nie posiadające statusu uzdrowiska.

- Bánovce nad Bebravou
- Bardejovské Kúpele
- Belušské Slatiny
- Bešeňová (Beszeniowa)
- Bojnice
- Brusno
- Bystričany
- Byšta
- Chalmová
- Čiž
- Diakovce
- Dolná Strehová
- Dudince
- Dunajská Streda
- Gabčikovo
- Ganovce
- Horné Saliby
- Hrnčiarske Zalužany
- Komárno
- Koplotovce
- Korytnica
- Kováčová
- Kráľová pri Senci
- Kremnica
- Levice
- Liptowski Jan
- Liptowski Mikułasz
- Ľubochňa
- Lučivná
- Lúčky
- Mošovce
- Nimnica
- Nové Zámky (Nowe Zamki)
- Nowy Smokowiec
- Orawice
- Patince
- Piešťany
- Podhájska
- Poľný Kesov
- Poprad
- Rajec
- Rajecké Teplice
- Santovka
- Sklené Teplice
- Sládkovičovo
- Sliač
- Smrdaky
- Štós
- Stráňavy
- Szczyrbskie Jezioro
- Štúrovo
- Šurany
- Tatranské Matliare
- Topoľníky
- Tornaľa
- Trenčianske Teplice (Trenczyńskie Cieplice)
- Turčianske Teplice
- Veľký Meder
- Vincov Les
- Vinica
- Vrbov (Wierzbów)
- Vyhne
- Vyšné Ružbachy (Drużbaki Wyżne)
- Želiezovce

## Słowenia
- Čatež
- Dobrna
- Dolenjske Toplice
- Laško
- Lendava
- Moravske Toplice
- Podčetrtek
- Portorož
- Ptuj
- Radenci
- Rogaška Slatina
- Šmarješke Toplice
- Strunjan
- Topolšica
- Zreče

## Stany Zjednoczone
- Calistoga
- Desert Hot Springs
- Estill Springs
- Hot Springs
- Hot Springs
- Saratoga Springs
- Truth or Consequences
- Warm Springs
- White Sulphur Springs

## Szwajcaria
- Arosa
- Baden
- Bad Ragaz
- Bad Zurzach
- Brigerbad
- Davos
- Disentis/Mustér
- Leukerbad
- Rheinfelden
- Schinznach-Bad
- Scuol
- Sankt Moritz
- Tarasp
- Yverdon-les-Bains

## Szwecja
- Källviks Brunn
- Loka Brunn
- Medevi Brunn
- Sätra Brunn
- Söderköping
- Ramlösa
- Ronneby Brunn

## Turcja
- Pamukkale

## Ukraina
- Ałupka
- Haspra
- Jałta
- Mirhorod
- Morszyn
- Słowiańsk
- Swalawa
- Truskawiec

## Urugwaj
- Punta del Este

## Węgry
Uzdrowiska Węgier usytuowane są w wielu miejscowościach na obszarze niemal całego kraju. Zdecydowaną większość z nich stanowią kąpieliska termalne z wodą posiadającą walory lecznicze.

- Abaújszántó
- Abony
- Ajka
- Albertirsa
- Arló
- Ásotthalom
- Babócsa
- Bácsalmás
- Baja
- Bakonszeg
- Baktalórántháza
- Balassagyarmat
- Balatonfüred
- Balf
- Balmazújváros
- Bánk
- Barcs
- Battonya
- Békés
- Békéscsaba
- Berekfürdő
- Berettyóújfalu
- Bogács
- Bonyhád
- Borgáta
- Budapeszt
- Bük
- Bükszék
- Buzsák-Csisztapuszta
- Cegléd
- Csenger
- Cserkeszőlő
- Csokonyavisonta
- Csongrád
- Csorna
- Dávod
- Debreczyn
- Dévaványa
- Diósjenő
- Dombóvár
- Dunaföldvár
- Dunapataj
- Dunaújváros
- Eger
- Egerszalók
- Érd
- Esztergom (Ostrzyhom)
- Fehérgyarmat
- Földes
- Füzesgyarmat
- Galyatető
- Gárdony-Agárd
- Göd
- Gödöllő
- Gönc
- Gyomaendrőd
- Gyöngyös
- Győr
- Gyula
- Hajdúböszörmény
- Hajdúdorog
- Hajdúnánas
- Hajdúszoboszló
- Harkány
- Hatvan
- Hegykő
- Heves
- Hévíz
- Hódmezővásárhely
- Igal
- Izsák
- Jászapáti
- Jászberény
- Jászboldogháza
- Jászárokszállás
- Jászszentandrás
- Kaba
- Kalocsa
- Kács
- Kaposvár
- Kapuvár
- Karcag
- Kazincbarcika
- Kecel
- Kecskemét
- Kehidakustány
- Kéked
- Keszthely
- Kisköre
- Kiskőrös
- Kiskunfélegyháza
- Kiskunhalas
- Kiskunmajsa
- Kistelek
- Kisújszállás
- Kisvárda
- Komárom
- Komló
- Kőszeg
- Kunfehértó
- Kunhegyes
- Lakitelek
- Látókép
- Leányfalu
- Lenti
- Lipót
- Lőrinci
- Magyarhertelend
- Makó
- Mályi
- Martfű
- Mátraderecske
- Mélykút
- Mesteri
- Mezőberény
- Mezőcsát
- Mezőhegyes
- Mezőkovácsháza
- Mezőkövesd
- Mezőtúr
- Miszkolc-Tapolca
- Mogyoród
- Mohacz
- Mór
- Mórahalom
- Mosonmagyaróvár
- Nagyatád
- Nagybajom
- Nagybaracska
- Nagybánhegyes
- Nagyigmánd
- Nagykálló
- Nagykanizsa
- Nagykáta
- Nagykőrös
- Nagyszénás
- Nyírbátor
- Nyíregyháza-Sóstó
- Orfű
- Orosháza
- Ózd
- Paks
- Pápa
- Parád
- Parádfürdő
- Parádsasvár
- Pasztó
- Pecs (Pecz)
- Petőháza
- Polgár
- Püspökladány
- Rakamaz
- Ráckeve
- Salgótarján
- Sándorfalva
- Sárospatak
- Sárvár
- Sellye
- Siklós
- Soltvadkert
- Sopron
- Sümeg
- Szarvas
- Százhalombatta
- Szeged (Segedyn)
- Székesfehérvár
- Szekszárd
- Szendrő
- Szentes
- Szentgotthárd
- Szigetvár
- Szolnok
- Szombathely
- Szulok
- Tamási
- Tapolca
- Tarnaméra
- Tata
- Tatabánya
- Tiszacsege
- Tiszaföldvár
- Tiszafüred
- Tiszakécske
- Tiszaörs
- Tiszaújváros
- Tiszavasvári
- Tóalmás
- Tokaj
- Törökszentmiklós
- Túrkeve
- Újkígyós
- Vác
- Vajta
- Várpalota
- Vásárosnamény
- Veresegyház
- Veszprém
- Visegrád-Lepence
- Záhony
- Zalaegerszeg
- Zalakaros

## Wielka Brytania
- Aberystwyth
- Bath
- Boston Spa (West Yorkshire)
- Brighton
- Builth Wells
- Buxton
- Cheltenham Spa
- Droitwich Spa
- Epsom
- Harrogate
- Llandrindod Wells
- Llangammarch Wells
- Llanwrtyd Wells
- Malvern
- Matlock
- Matlock Bath
- Ramsgate
- Royal Leamington Spa
- Royal Tunbridge Wells
- Strathpeffer
- Torbay
- Woodhall Spa

## Włochy
- Abano Terme
- Acireale
- Acqui Terme
- Aurenzo
- Bormio
- Casciana Terme
- Cianchiano Terme
- Courmayeur
- Fiuggi
- Merano
- Montecatini Terme
- Ortisei
- Porretta Terme
- Salsomaggiore Terme
- Sorrento
- San Giuliano Terme
- San Pellegrino Terme
- San Caterina
- Sirmione
- Valfurva
- Vipiteno

## Wybrane uzdrowiska założone przez Rzymian
- Acqui Terme (Włochy)
- Aix-en-Provence (Francja) – założone jako Aquae Sextiae
- Aix-les-Bains (Francja) – Aquae Gratianae
- Baden (Austria) – Aquae Pannonicae
- Baden (Szwajcaria) – Aquae Helveticae
- Bagneres-de-Bigorre (Francja) – Aquae Bigerriorum
- Orense (Hiszpania) – Aquae Urentes
- Spa (Belgia) – Aquae Sepadonae
- Vichy (Francja) – Aquae Calidae
- Wiesbaden (Niemcy) – Aquae Mattiaacae